# Нацистсько–радянські економічні відносини (1934–41)
Нацистсько–радянські економічні відносини 1934–1941 років — економічні відносини між СРСР та Німеччиною в період від приходу до влади у Німеччині нацистів на чолі з Адольфом Гітлером і до початку німецько-радянської війни.
Після приходу нацистів до влади в Німеччині в 1933 році відносини між Німеччиною і СРСР почали різко погіршуватися, а товарообіг між двома країнами знизився. Після декількох років високої напруженості і суперництва Третій Рейх і СРСР почали поліпшуватися відносини в 1939 році. У серпні того ж року країни розширили свої економічні відносини шляхом укладення комерційної угоди, за якою Радянський Союз надсилав життєво необхідну сировину в Німеччину, в обмін на поставки зброї, військової техніки і цивільних машин. Ця угода супроводжувала Пакт Молотова–Ріббентропа, який містив секретні протоколи поділу Центральної Європи між двома державами. Невдовзі Німеччина і Радянський Союз вторглися в країни, що були зазначені в межах їхніх сфер впливу.
Пізніше країни розширили свої економічні відносини, підписавши комерційну угоду в лютому 1940 року. Німеччина отримала значні обсяги сировини, необхідні для її майбутнього військового успіху, такі як нафта, зерно, каучук і марганець, а натомість відправляла в СРСР озброєння, технології та машини для виробництва. Після незавершених переговорів щодо можливого вступу СРСР в пакт осі, країни вирішили кілька суперечок і розширили свої економічні відносини в січні 1941 року Господарською угодою між СРСР і Німеччиною.
Економічні відносини між двома країнами різко припинилися, коли у червні 1941 року Німеччина напала на Радянський Союз, порушивши пакт Молотова–Ріббентропа.

## Тло

### Традиційна торгівля, Перша світова війна та Жовтневий переворот

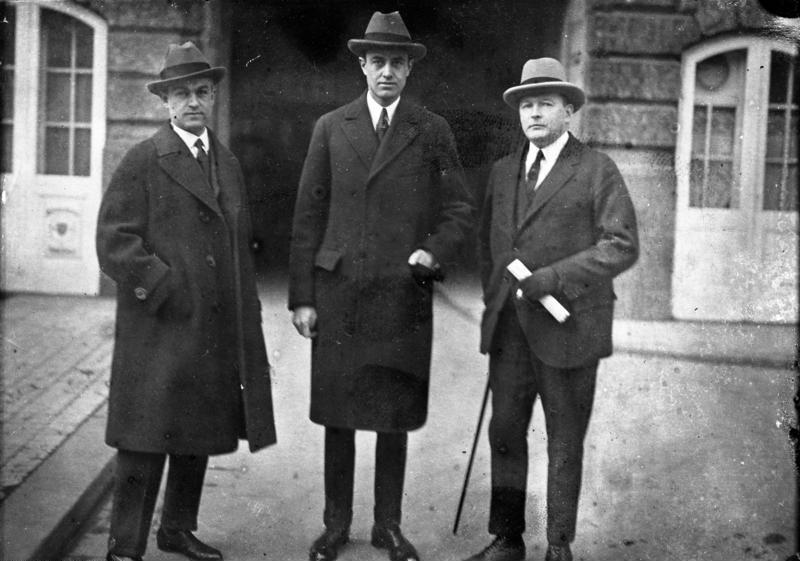
Американські бізнесмени (Гарріман в центрі) в Берліні в 1925 році, щоб допомогти Німеччині укласти угоду з Радянським Союзом на постачання марганцевої руди

Німеччина не має природних ресурсів, зокрема кілька основних сировинних матеріалів, необхідних для економічних і військових операцій. Від кінця 19 століття вона значною мірою залежала від російського імпорту цих матеріалів. До Першої світової війни Німеччина щороку імпортувала з Росії сировини та інших товарів на суму 1,5 млрд рейхсмарок. Однак перед Першою світовою війною економіки двох країн значною мірою різнилися. Німеччина виросла в другу за величиною торгову економіку в світі, з висококваліфікованою робочою силою, у якій переважав приватний сектор. Хоча Російська імперія швидко модернізувалася впродовж 50-ти років перед війною, а її економіка за цей час виросла в 50 разів, вона як і раніше значною мірою опиралася на державні замовлення, а царистська держава суворо регламентувала промисловість.

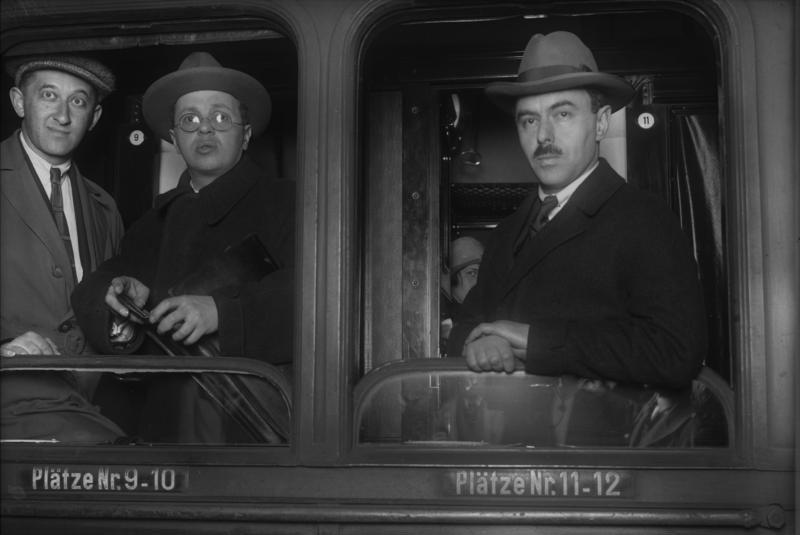
Радянська економічна делегація в Берліні в 1927 році

Російський імпорт у Німеччину різко знизився після Першої світової війни. Крім того, після російської революції 1917 року, молода комуністична держава націоналізувала всю важку промисловість, банки і залізниці, що призвело до різкого падіння промислового виробництва, а 1921 року Нова економічна політика передала майже всі дрібне виробництво і сільське господарство в приватний сектор. Зруйнована війною економіка Німеччини намагалася повернутися на довоєнний рівень, з високим рівнем інфляції в 1923 році.
Лише 1927 року СРСР зміг приблизно досягнути обсягу промислового виробництва 1913 року, але радянський експорт у Німеччину тоді збільшився до 433 мільйонів рейхсмарок щороку, після підписання торговельних угод між двома країнами в середині 1920-х років.
Економістові Миколі Кондратьєву дали завдання вивчати радянську економіку, і він виступав за повільне помірковане зростання, яке б зберігало залишкову ринкову економіку Нового економічного плану. Наприкінці 1920-х років Йосип Сталін направив економіку в протилежному напрямку, розпочавши повномасштабну соціалістичну індустріалізацію з першої п'ятирічки, коли радянська економіка все ще на 80% складалася з приватного сектора, плануючи відкинути всі залишки вільного ринку. Кондратьєва звинуватили в підтримці "контрреволюційної" теорії рівноваги, після чого його звільнили, запроторили до в'язниці і засудили як "куркуля-професора".

### Початок 1930-х років
На початку 1930-х років встановлення сталінського ізоляціоністського режиму призвело до зменшення рівня радянського імпорту, а послаблення вимог Версальського договору щодо роззброєння знизило залежність Німеччини від радянського імпорту. Держплан, орган радянського економічного планування, постраждав від втрати економічних фахівців і заміни їх на працівників, які не розуміли функціонування макроекономіки. Планувальники звернулися до вивчення німецької планової економіки і "Статистичного управління Рейху", де працювало всемеро більше працівників, ніж у Держплані СРСР. Наступні зміни в Держплані поліпшили його ефективність.
Хоча випуск промислової продукції в СРСР істотно збільшився в порівнянні з післяреволюційним рівнем, але радянський імпорт в Німеччину впав до 223 млн рейхсмарок 1934 року. Хоча населення Радянського Союзу майже вдвічі перевищувало кількість жителів Німеччини, але рівень його промислового виробництва відставав, хоча випуск сталі майже наздогнав показники Німеччини у 1933 році внаслідок німецького економічного краху під час Великої депресії. Нижче показаний німецький імпорт з імперської Росії та СРСР від 1912 до 1933 року:
| 1912                 | 1,528 | 1928 | 379 |
| 1913                 | 1,425 | 1929 | 426 |
| 1923                 | 147   | 1930 | 436 |
| 1924                 | 141   | 1931 | 304 |
| 1925                 | 230   | 1932 | 271 |
| 1926                 | 323   | 1933 | 194 |
| 1927                 | 433   |      |     |
| *мільйони Рейхсмарок |       |      |     |
Тоді як радянський експорт у Німеччину становив невеликий відсоток від німецького імпорту, експорт Німеччини в СРСР становив 46% від загального обсягу Радянського імпорту в 1932 році. Тоді Радянський Союзі не становив значного інтересу для іноземних покупців загалом. Ще одним фактором, який сповільнював економічні відносини, була радянська зовнішньоторговельна монополія, яка охоплювала всі операції у вигляді єдиного державного покупця.

## Епоха нацизму і погіршення відносин

### Прихід нацистів до влади
Прихід до влади НСДАП посилив напруженість у відносинах між Німеччиною та Радянським Союзом, який, згідно з нацистською расовою ідеологію, був заселений «недолюдьми» (унтерменшами) — етнічними слов'янами, а також їхніми хазяями — «єврейськими більшовиками». 1934 року Гітлер висловився про неминучу битву проти «панслов'янських ідеалів», перемога в якій призведе до «остаточного оволодіння світом», хоча й заявив, що: «ми пройдемо частину шляху з росіянами, якщо це допоможе нам» Такий настрій віддалено перегукувався з книгою Гітлера 1925 року Майн Кампф, у якій він стверджував, що Німеччині судилося розвернутися «на Схід» як це було «шістсот років тому» і «кінець єврейського панування в Росії буде також кінцем Росії як держави».

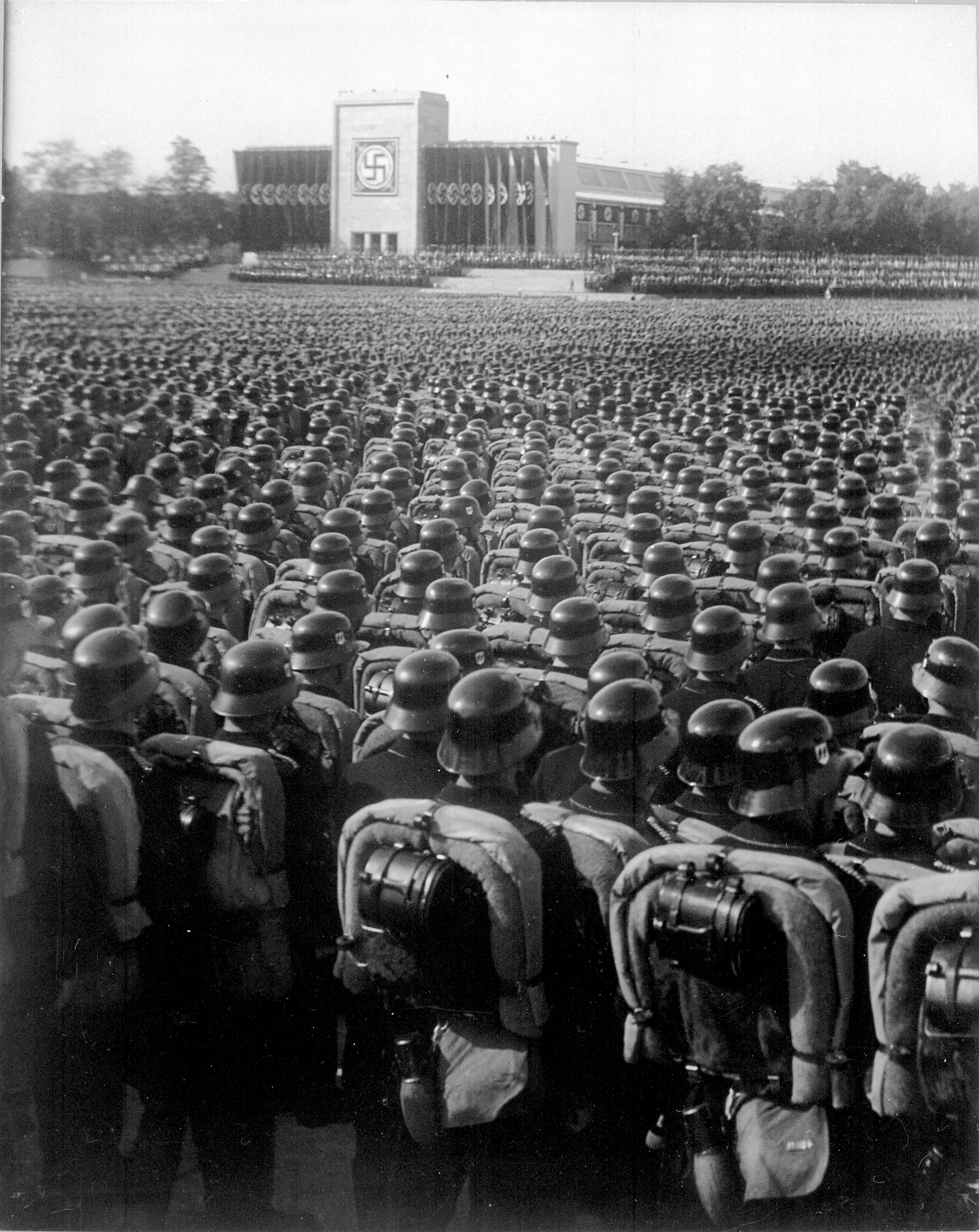
Марш в Reichsparteitag, 1935 рік.

Нацистська ідеологія була спрямована на расову боротьбу, тоді як в центрі марксистської ідеології була боротьба класова. Хоча нацистська ідеологія була спрямована проти обох, як радянського комунізму так і капіталізму, зв'язавши євреїв з обома системами але з точки зору економіки німецький Рейх за правління Гітлера наблизився до радянської моделі планової економіки, що узгоджувалося з антикапіталізмом як Сталіна так і Гітлера. Нацистська критика капіталізму мала спільні риси з марксистською в тому, що вони обидві зосередили увагу на надмірній фінансовій концентрації, зниженні експорту, скороченні ринків збуту і перевиробництві. згодом Гітлер хвалився, що найкращий спосіб перемогти інфляцію "слід шукати в наших концтаборах." Якщо марксисти бачили революцію як рішення, то Гітлер бачив єдине рішення у завоюванні — експропріації ресурсів, таких як життєвий простір, шляхом війни, яку не можна було виграти лише через падіння капіталістичних систем. Проте, виживання приватного сектора не було несумісним з великим нацистським державним економічним плануванням.
І радянська і німецька економіки зросли, вийшовши з важкого економічного спаду наприкінці 1920-х, після Першої Світової Війни та російської революції. економіка Німеччини пережила реальне зростання більш як на 70% у період між 1933 і 1938 роками, тоді як радянська економіка пережила приблизно таке ж зростання між 1928 і 1938 роками. Однак, через посилене втручання держави, економіки обох країн також стали більш ізольовані і роздуті в умовах виняткової автаркії. Зовнішня торгівля і зовнішні капітальні інвестиції скоротилися істотно для економік обох країн у 1930-х роках.
У середині 1930-х років Радянський Союз робив неодноразові спроби відновити більш тісні контакти з Німеччиною. Радянський Союз головним чином прагнув погасити борги торгуючи сировиною, тоді як Німеччина прагнула переозброїтися, і 1935 року країни підписали кредитну угоду. 1936 року Радянський Союз домагався тісніших політичних зв'язків з Німеччиною, а також прагнув підписати додатковий кредитний договір. Але ці спроби Гітлер відкинув, оскільки хотів триматися осторонь від таких політичних зв'язків. У відповідь на сподівання Сталіна завершити економічну угоду з Гітлером, іноземний відділ НКВС попередив його, що "всі спроби СРСР заспокоїти і примирити Гітлера приречені. Головною перешкодою на шляху до взаєморозуміння з Москвою є сам Гітлер." Сталін не погоджувався, відповідаючи НКВС "Ну, як Гітлер піде війною на нас, коли він надав такі кредити? Це неможливо. Ділові кола в Німеччині занадто сильні, і вони на коні."

### Середина 1930-х років, погіршення відносин
1936 року Німеччина і фашистська Італія підтримали іспанських націоналістів під час Громадянської війни в Іспанії, а Радянський Союз підтримав частково ведену соціалістами опозицію іспанської Республіки. Того ж року Німеччина і Японія підписали антикомінтернівський пакт, до якого через рік приєдналася Італія.
Того року Німеччина також зіткнулася з серйозною продовольчої і сировинною кризою, що виникла через зростаючу неспроможність державних органів контролювати ціни і постачання товару в умовах стійких ринкових сил. Подібно до радянського економіста Миколи Кондратьєва, провідного німецького економіста Ялмара Шахта також звільнили і покарали. Криза привела Гітлера до створення письмового документа, одного з небагатьох, що він написав за 12 років на чолі Рейху, — шестисторінкового меморандуму, який зосередився на будівництві військової машини більшої, ніж всі можливі комбінації супротивника і тому, як змусити економіку виконати свій расовий борг і зосередитись на підготовці до великомасштабної війни. З цього документа вийшов чотирирічний план Гітлера на переозброєння "будь-якою ціною", перетворюючи економіку в Wehrwirtschaft (оборонно-орієнтовану). Його радники запропонували п'ятирічний план, але Гітлер відмовився на користь менш марксистського звучання.

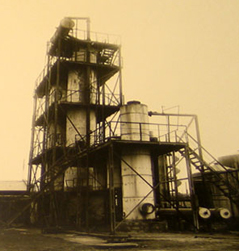
Радянський нафтопереробний завод, 1934

Радянська індустріалізація на початку 1930-х років вимагала масштабного збільшення боргу. У спробі зменшити цей борг, зерно продавали у великих кількостях на світових ринках. Німецька заборгованість також неймовірно зросла зі збільшенням державних витрат. Обидві країни опинилися в більшій економічній ізоляції та автаркії. Німеччина нахабно відмовилася платити відсотки за своїми облігаціями, а потім таємно наказала третій стороні, що працювала на неї, викупити ці зрештою знецінені облігації за дуже низькими цінами. Внаслідок цього, наприкінці 1930-х років лише 15% німецького боргу перебували в іноземних руках.
Радянський великий терор 1937 і 1938 років зробив підписання угоди з Німеччиною навіть менш імовірним, зруйнувавши вже й до того порушені радянські адміністративні структури, необхідні для переговорів. Серед чисток військових у 1936 і 1937 роках понад 34 000 офіцерів постраждали в ході кампанії проти "фашистсько-троцькістської змови", в тому числі 45% командирів найвищого рангу. Хоча багато офіцерів були пізніше відновлені, ті, що були засуджені, були розстріляні, тож до командування червоною армією приступили політпрацівники, 73% з яких не мали жодного бойового досвіду. Факт чисток привів Гітлера до висновку, що Радянський Союз був слабким з військової точки зору. Одним із страчених під час чисток був колишній провідний економіст Кондратьєв. Його німецького колегу, Шахта, пізніше спіткала така ж доля, загибель у фашистському концтаборі після звинувачення в участі у змові 20 липня з метою вбити Гітлера.
Економічне примирення ще більш ускладнилось внаслідок політичної напруженості після Аншлюсу в середині 1938 року і небажання Гітлера мати справу з СРСР. Радянський експорт у Німеччину впав до 47,4 млн рейхсмарок 1937 року (приблизно одна п'ята частина від рівня 1934 року) і 52,8 млн рейхсмарок 1938 року. Важливі торговельні відносини між країнами, які існували в 1920-х роках, по суті зійшли нанівець з приходом Гітлера до влади. Розміри німецького імпорту з Північної і Східної Європи від 1934 до 1939 року були такими:
| 1934                                       | 223,0 | 78,1  | 42,3 | 8,2  | 21,1 | 15,1 |
| 1935                                       | 201,7 | 75,5  | 41,4 | 13,0 | 31,1 | 2,0  |
| 1936                                       | 93,2  | 74,0  | 46,1 | 13,8 | 33,2 | 9,1  |
| 1937                                       | 63,1  | 80,7  | 70,1 | 23,7 | 45,7 | 17,2 |
| 1938                                       | 47,4  | 109,4 | 88,6 | 24,0 | 43,5 | 27,6 |
| 1939                                       | 52,8  | 140,8 | 88,9 | 24,3 | 43,6 | 27,8 |
| *Імпорт у Німеччину в мільйонах рейхсмарок |       |       |      |      |      |      |
Навіть після значного зниження товарообігу між країнами, Німеччина, як і раніше входила в трійку лідерів за імпортом у Радянський Союз і поставляла від однієї до двох третин радянського імпорту верстатів, життєво важливих для індустріалізації. Торгівля продовжилась на основі короткострокового угоди про кліринг. З Німеччини надійшло 54% радянського імпорту верстатів з 1929 по 1933 рік, і 53% імпорту навіть коли відносини стали більш напруженими, з 1933 по 1937 рік.

### Чотири- і п'ятирічний плани
Як німецький чотирирічний план так і радянські другий і третій п'ятирічні плани були спрямовані на будівництво військових об'єктів, заводів, каналів, доріг та міст, що призводило до посилення криз переінвестицій і недостатніх поставок в інші галузі економіки. Монопсонія порушила обидві системи, у Радянському союзі держава була основним покупцем усіх товарів в економіці, тоді як німецька держава була найбільшим покупцем у своїй економіці. Німецькі cost-plus contracts і радянські шахрайства та зловживання викликали виникнення неефективних договорів, в результаті чого виросли масивні бюрократичні структури для контролю за виконанням договорів, які вимагали додаткових витрат в обох країнах.
У березні 1939 року СРСР оголосив про нові директиви третього п'ятирічного плану, названого "П'ятирічкою спеціальних сталей і хімічних речовин". Згідно з цим планом оборонний сектор отримав найвищий пріоритет. Тиск на виконувачів радянських другого і третього п'ятирічних планів був гострішим, оскільки керівники були перед небезпекою, що кожну невдачу могли розцінити як акт економічної диверсії. 1936 року заарештували главу Держбанку СРСР Льва Мар'ясіна якого в 1937 року розстріляли, після того, як він дозволив ослаблення економічного контролю. Щоб обійти державний контроль за системами споживання, часто договори робились по блату (неофіційний чорний ринок), які не легко було відстежити Держпланові.
Чотирирічний план Гітлера передбачав створення модернізованого розширеного сільськогосподарського сектора, який би звільнив країну від страху блокади, мережі автомобільних доріг, реконструйовані міста, масштабну програму імпортозаміщення, яка б забезпечувала синтетичні стратегічні матеріали і військової промисловості, здатної обігнати економіку найбільшого ворога. Цей план передбачав жорстку структуру з шести основних економічних підрозділів: виробництва сировини, розподілу сировини, землеробства, регулювання цін і валютних операцій. Це збільшувало потреби в постачанні ресурсами, які вже й так були в дефіциті через високі військові витрати, призвівши до затримки чи перенесення більшості програм одночасно scrambling на сировину, будівельників та інженерно-технічне обладнання. Щоб спробувати змусити систему працювати більш ефективно, були створені псевдоринки. Щоб побороти блато-подібну торгівлю, Німеччина прийняла закони, які позначили таку несанкціоновану торгівлю як "економічну диверсію", що карається смертю. Німецьке регулювання приватної власності та грошового обігу посилилось, а майно можна було вилучити у політичних ворогів, таких, як етнічні євреї чи комуністи.

### Величезне зростання німецьких і радянських військових потреб

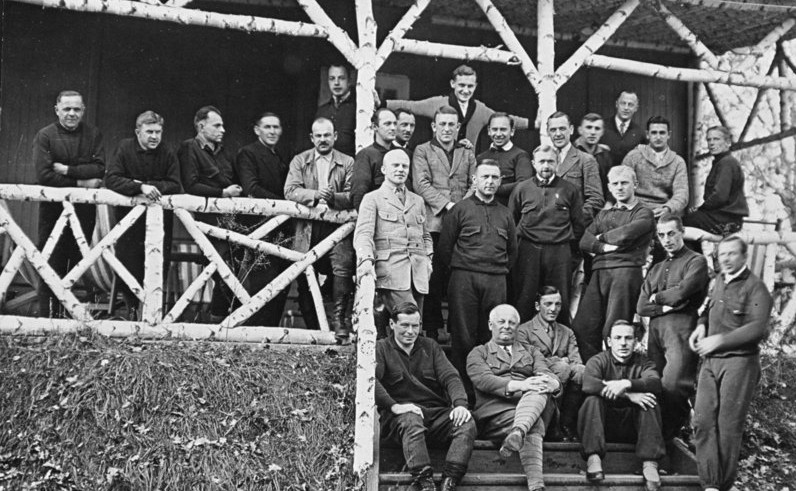
Німецький персонал на заводі хімічної зброї Томка, СРСР, 1928

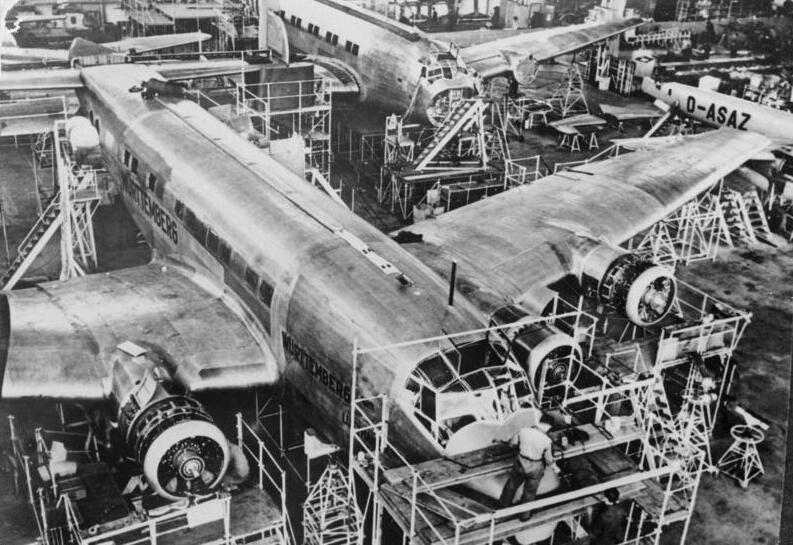
Виробництво німецьких літаків Ju 90 літаків, розроблених для компанії Дойче Люфтганза і використовуваних нею, 1938

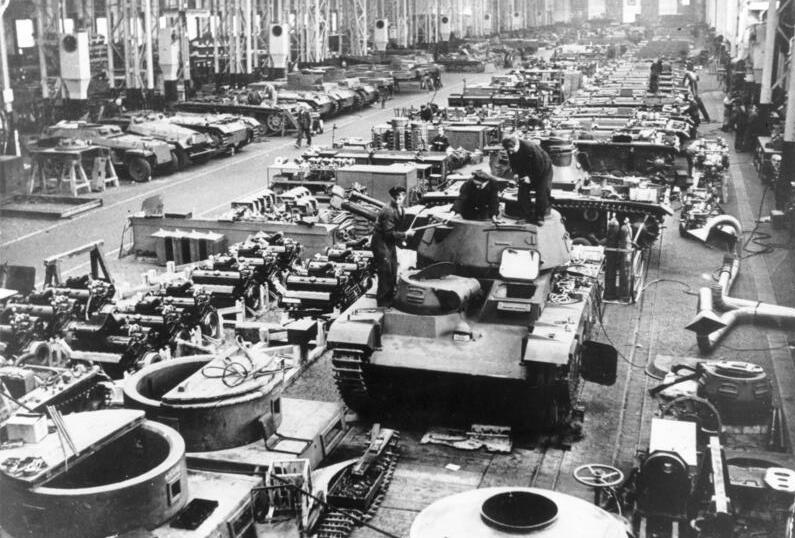
Німецьке виробництво Neubaufahrzeug, 1940

Німецькі і радянські потреби на військове постачання, які вже й так зросли за їхніми чотири- і п'ятирічним планами, ще більше посилилися після Мюнхенської Угоди. Хоча і Сталін і Гітлер у своїх промовах довго відкидали необхідність підготовки до війни, наміром Гітлера була наступальна війна, що узгоджувалося з нацистською ідеологією, прагненням до нової спільності німців, які висічуть імперію по всій Європі, вбивши дракона "жидобільшовизму" і усунувши каральні положення Версальського договору.
Обмеження Версальського договору призвели до дуже слабкої німецької військової машини ще на початку 1930-х років, хоча починаючи з кінця 1920-х років вже велись проектні роботи для військового зростання в рамках підготовки до чергової Європейської війни. Але німецькі військові витрати залишалися обмеженими в цей період:
| 1928 | 0,75 | 0,88 | NA   | NA   |
| 1929 | 0,69 | 1,05 | 0,69 | 1,05 |
| 1930 | 0,67 | 1,20 | 0,73 | 1,12 |
| 1931 | 0,61 | 1,79 | 0,75 | 1,43 |
| 1932 | 0,69 | 1,05 | 0,98 | 0,70 |
| Inflation Adj* використовує Wholesale Price Indices (базовий 1929 року) - Примітка: для Німеччини дефляція |      |      |      |      |
Щоб обійти версальські обмеження, Німеччина співпрацювала з СРСР, що дало змогу Німеччині встановити в СРСР експериментальні центри для танків, хімічної зброї та дослідження авіації, а радянські офіцери їздили в Німеччину на військове навчання. однак, це таємне співробітництво закінчилося з приходом Гітлера до влади в 1933 році. Одразу ж після цього Гітлер наказав потроїти за один рік розмір німецької військової машини. Німеччина встановила приховані потужності з виробництва військової техніки, зокрема виробництво кораблів понад обмеження Версальського договору, водночас у документах не називаючи своє військове керівництво "Генеральним штабом" (що було заборонено Версальським договором) та припинивши публікацію списку своїх офіцерів. 16 березня 1935 року Гітлер здивував світові держави, прийнявши закон, що відкрито вимагав загальної військової служби і подальшого підвищення кількості військових до півмільйона осіб. Такі країни як Франція і Велика Британія протестували, але не діяли, і це поклало край військовим обмеженням Версальського договору.
До 1939 року, через три роки після прийняття чотирирічного плану, більш як 20% всіх німецьких промислових робітників працювали на збройні сили, а у виробничій та будівельній галузях на армію працювали близько 33%. Для порівняння, 1938 року Велика Британія та США виробили лише 13% від кількості зброї, яку того року виробила Німеччина. Витрати на озброєння Німеччини збільшились від 2% валового національного продукту в 1933 році до більш як 23% - у 1939-му.
| 1933 | 0,62  | 4,03  | 0,91  | 2,46  |
| 1934 | 4,09  | 5,40  | 5,7   | 2,82  |
| 1935 | 5,49  | 8,20  | 7,40  | 3,39  |
| 1936 | 10,27 | 14,80 | 13,53 | 5,05  |
| 1937 | 10,96 | 17,48 | 14,19 | 5,54  |
| 1938 | 17,25 | 22,37 | 27,04 | 7,66  |
| 1939 | 38,00 | 40,88 | 38,6  | 10,25 |
| Inflation Adj* використовує Wholesale Price Indices (базовий 1929 року) - Примітка: для Німеччини дефляція |       |       |       |       |

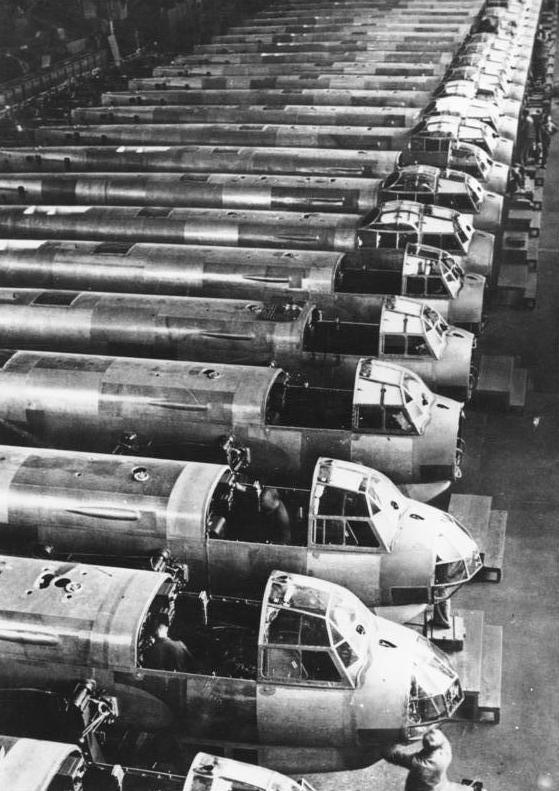
Конвеєр для збирання Ju 88

Сталін бачив майбутню війну як таку, що відбувається між імперіалістичними державами, і наприкінці 1920-х років навіть передбачив велику війну між Сполученими Штатами і Великою Британією. Радянська військова машина мала практично пропорційне до Німеччини зростання витрат на військову техніку і зброю, щоб зміцнити Червону армію і Червоний флот, ослаблений чистками. Тоді як в умовах величезної радянських інфляції 1930-х років військові витрати збільшувались як і раніше, відмінності стають істотно помітнішими з урахуванням інфляції (Німеччина фактично переживала дефляцію). Від 1931 до 1934 року СРСР цілеспрямовано публікував занижені витрати на озброєння. Через вимоги Ліги Націй, публікації Радянського Союзу щодо військових витрат до 1936 року стали акуратнішими.
Третя радянська п'ятирічка вимагала великих нових введень технологій і промислового обладнання. Сталіна шокувала низька боєздатність радянських літаків у громадянській війні в Іспанії, а також "відсталість" радянської авіації станом на 1938 рік, тому він поставив акцент на військовому виробництві, зокрема великих морських кораблів. До 1937 року Радянський союз витрачав на оборону 17% свого валового національного продукту, а більш як 20% промислових інвестицій йшло в оборонну промисловість. Водночас кількість військовослужбовців збільшилася з 562 тис. в 1931 році до трохи більше як 1,5 млн осіб у 1938-му. Між тим, радянська транспортна мережа була вкрай слабо розвиненою, автомобільних доріг майже не було, а залізничні колії були на межі повного зношення.
Виконання амбітних завдань третього п'ятирічного плану залежало від імпорту в Радянський Союз великої кількості технологій зі США, які тоді постачали понад 60% радянських машин і обладнання.

### Німецька сировинна криза наприкінці 1930-х років
До кінця 1930-х років Німеччині стало складніше вести зовнішню через нестачу золота або іноземної валюти, необхідних для фінансування дефіциту платіжного балансу. Надалі, зі шкодою для зовнішньої торгівлі, Німеччина вже значною мірою регулювала експорт та імпорт, вимагаючи ліцензій і дозволів на користь потрібної їй сировини. Додаткові труднощі були спричинені бойкотом німецьких товарів після кришталевої ночі в листопаді 1938 року.
Через автаркічний економічної підхід і неможливість союзу з Англією, Німеччина вимушена була йти на більш тісні відносини з Радянським Союзом, якщо не лише через економічні причини. Попри роботу над гідрогенізацією вугіллі, у Німеччині катастрофічно не вистачало нафти і вона могла забезпечити лише 25% власних потреб. Оскільки її основний постачальник, США, міг бути відрізаний під час війни, то Німеччина вимушена була дивитися в бік СРСР і Румунії. Німеччина потерпала від проблеми з поставками металевих руд, таких як хром, вольфрам, нікель, молібден і манган, що необхідні для виробництва броні для танків, кораблів та іншої бойової техніки. Наприклад, Німеччина майже на 100% залежала від імпорту хрому, і втрата Південної Африки та Туреччини, якби виникла блокада, усунула б 80% імпорту. Німеччина на 35% забезпечувала себе залізною рудою, але втратила б 36% від своїх попередніх імпортних поставок на початок війни. Крім того, потрібен був дозвіл Сталіна на транзит вольфраму та молібдену з Китаю, оскільки для цього потрібні були радянські залізничні лінії. Між тим, Радянський Союз був найбільшим у світі джерелом марганцю, другим за величиною для хрому і платини і третім за величиною постачальником сирої нафти, залізної руди та нікелю.
Проблема з гумою була особливо гострою, оскільки Німеччина вимушена була імпортувати 80% своєї гуми. Гітлеру потрібна була допомога Радянського союзу, щоб отримати з Далекого Сходу каучук, дефіцит якого завдавав Німеччині клопоту в Першій світовій війні. Виробництвом каучуку в Малайї та Ост-Індії керували англійці та голландці. Втрата цих джерел залишила б Німеччину з запасами лише на два місяці. Хоча німецькі заводи синтетичних матеріалів могли забезпечити 50% німецьких потреб у гумі, але Німеччині, як і раніше, потрібна була велика кількість натурального каучуку як сировини. І тільки щоб досягти цієї кількості синтетичного каучуку Німеччина інвестувала 1,9 млрд рейхсмарок за три роки — майже половину всіх інвестицій у промисловість капітальних товарів.
Хоча Німеччина знизила залежність від імпорту продовольства з 35% у 1927 році до 13% в 1939 р., 40% потреб у харчових жирах та олії забезпечував імпорт. Крім того, потреби Німеччини в продовольстві виросли б ще більше, якби вона підкорила націй, які також є імпортерами продовольства. Радянський імпорт українського зерна або радянська перевалка маньчжурської сої могли б заповнити дефіцит.
1936 року Герман Герінг сказав кільком німецьким промисловцям, що "отримання сировини з Радянського Союзу є настільки важливим, що він має обговорити це питання з самим Гітлером, хоча той на практиці може бути вороже настроєним до такої ідеї." До 1937 року величезна прірва між потребами в сировині та її поставками захопила мислення Гітлера щодо завоювання. Німецька військова промисловість гостро потребувала деяких видів сировини, таких як марганцеві руди і нафта, а їх можна було закуповувати на регулярній основі лише в СРСР. Герінг заявив, що Німеччині потрібні ділові зв'язки з радами "будь-якою ціною".
Почувши невтішні звіти німецьких планувальників, на зустрічі 5 листопада 1937 Гітлер сказав своїм генералам, що йому доведеться захопити сусідню країну, щоб забезпечити поставки сільськогосподарської землі і сировини, тепер прирівнявши цю величезну економічну потребу до життєвого простору. Німецький Аншлюс і окупація Чехословаччини були викликані економічними причинами, а не лише расовими. Важка промисловість у тих місцях стала частиною Рейхсвера, а не перейшла в приватний сектор. Того дня, коли німецькі війська увійшли в чеські Судети, Герман Герінг та його генерали працювали з цифрами, що охоплювали кожен елемент судетських економічних ресурсів, від бурого вугілля до маргарину, аби вписати їх у чотирирічний план. У січні 1939 року величезні цілі чотирирічного плану в поєднанні з нестачею іноземної твердої валюти, необхідної для оплати поставок сировини, змусили Гітлера дати наказ щодо скорочення великих витрат на оборону, зокрема скорочення асигнувань Вермахту на 30% сталі, 47% алюмінію, 25% цементу, 14% гуми і 20% міді. 30 січня 1939 року Гітлер зі своєю промовою "Експорт або смерть", закликав до німецького економічного наступу ("експортна битва" у термінах Гітлера), щоб збільшити німецькі валютні резерви, необхідні для закупівля сировини для військових потреб.

## Обговорення угоди в 1938-1939 роках

### Початок обговорення
Німеччина і Радянський Союз обговорювали укладення економічної угоди протягом початку 1939 року. Навесні і влітку 1939 року Радянський Союз уклав політичний і військовий пакт з Францією та Англією, водночас розмовляючи з німецькими високопосадовцями про можливу політичну радянсько–німецьку угоду. На основі економічного обговорення в квітні і травні, Німеччина і Радянський Союз почали натякати на обговорення політичної угоди.
Обговорення політичних питань між країнами виникало в процесі економічних переговорів, оскільки економічні потреби обох сторін були значними й тому, що близькі військові та дипломатичні відносини були розірвані в середині 1930-х років після створення Антикомінтернівського пакту та Громадянської війни в Іспанії, залишивши ці переговори як єдиний спосіб спілкування. Німецьке командування в квітні-травні 1939 року боялося, що в разі війни без радянської допомоги виникнуть перебої в поставках нафти, харчів, гуми і металевих руд.

### Подолання минулої ворожості і завершення угоди
Наприкінці липня і на початку серпня Радянський Союз і Німеччина були дуже близькими до погодження остаточного вигляду запланованої економічної угоди і почали більш конкретно обговорювати можливості підписання політичної угоди, яка, за наполяганням Радянського Союзу, могла бути лише після досягнення економічної угоди. Вони обговорили обопільну ворожість у 1930-х роках і вирішили, що їхнім спільним підґрунтям є антикапіталізм, заявивши, що "є один загальний елемент в ідеології Німеччини, Італії і Радянського Союзу: протистояння капіталістичним демократіям," "ні ми, ні Італія не маємо нічого спільного з капіталістичним Заходом" і "нам здається досить протиприродним, що соціалістична держава повинна стати на бік західних демократій." Німці пояснили, що їхня попередня ворожість стосовно радянського більшовизму зійшла нанівець разом зі змінами в Комінтерні та відмовою Радянського Союзу від світової революції. Радянський високопосадовець на засіданні охарактеризував розмову як "дуже важливу".
Коли Німеччина запланувала своє вторгнення в Польщу на 25 серпня і готувалася до війни з Францією, німецькі військові планувальники в серпні підрахували, що через масовий дефіцит нафти, харчів та гуми, в умовах очікуваної британської блокади, СРСР міг би стати єдиним постачальником для багатьох товарів. Всі внутрішні німецькі військові та економічні розрахунки доводили, що Німеччина була приречена на поразку хоча б без радянського нейтралітету. До 10 серпня країни опрацювали останні незначні технічні деталі, але радянська делегація зволікала з підписанням економічної частини угоди протягом майже десяти днів, поки не переконалась, що політичної домовленості також досягнуто.

## Економічна і політична угоди 1939 року

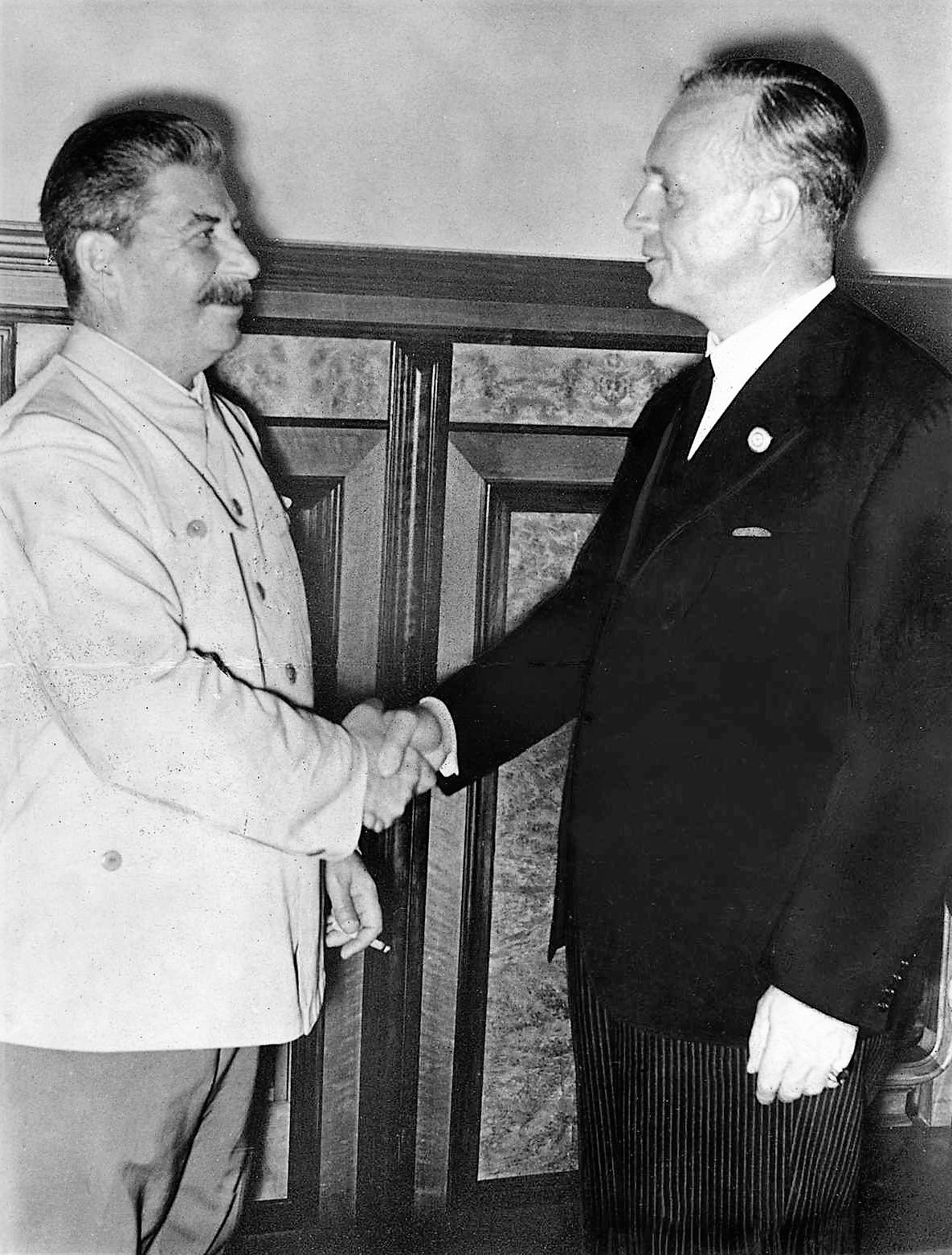
Ріббентроп і Сталін під час підписання Пакту

19 серпня Німеччина і Радянський Союз підписали комерційну угоду, за якою Німеччина постачала в Радянський Союз військове і цивільне обладнання в обмін на Радянську сировину. Угода передбачала радянські поставки сировини приблизно на 200 мільйонів (за які вони отримували семирічну кредитну лінію), німецький експорт зброї, військової техніки і цивільних машин. "Нинішній" бізнес зобов'язував Радянський Союз до постачання сировини на суму 180 млн рейхсмарок в сировині, а Німеччина мала забезпечити промислових товарів на суму 120 млн рейхсмарок. Посадовець Німецького МЗС Карл Шнурре відзначив тоді, що "обіг товарів за цією угодою може через кілька років досягти в загальній складності суми в понад 1 мільярд рейхсмарок". Шнурре також написав, що "окрім економічного змісту договору, його значення полягає в тому, що переговори відновити політичні контакти з Росією і що обидві сторони розглядали кредитний договір як перший вирішальний крок у розбудові політичних відносин". 21 серпня "Правда" опублікувала статтю, в якій заявила, що  комерційну угоду від 19 серпня "можна розглядати як наступний серйозний крок на шляху поліпшення не лише економічних, але й політичних відносин між СРСР і Німеччиною". Міністр закордонних справ СРСР В'ячеслав Молотов написав у "Правді" в той самий день, що угода була "кращою, ніж всі попередні договори" і "нам ніколи не вдавалося досягти такої сприятливої економічної угоди з Англією, Францією чи будь-якою іншою країною".
Рано вранці 24 серпня СРСР і Німеччина підписали політичну і військову угоду, яка супроводжувала торгову угоду і дістала назву Пакт Молотова — Ріббентропа. Пакт був договором про взаємний ненапад між країнами. Він містив секретні протоколи поділу держав Північної та Східної Європи на німецьку і радянську "сфери впливу." У той час Сталін вважав торгову угоду більш важливою, ніж договір про ненапад.
На церемонії підписання Ріббентроп і Сталін вели дружні бесіди, обмінювалися тостами і потім пояснили ворожість між країнами в 1930-х роках. Вони охарактеризували Велику Британію, як країну, яка завжди намагалася стати на заваді радянсько-німецьким відносинам, і заявили, що антикомінтернівський пакт був спрямований не проти СРСР, а фактично проти західних демократій і "лякав переважно лондонське Сіті [тобто, британських фінансистів] і англійських торговців."

## Поділ Центральної Європи

Планові і фактичні територіальні зміни в Центральній Європі 1939-1940

Через тиждень після підписання пакту Молотова-Ріббентропа, розділ Польщі розпочався з вторгнення німців у Західну Польщу. Британське Міністерство економічної війни відразу почало економічну блокаду Німеччини. Від самого початку Велика Британія розуміла, що ця блокада буде менш ефективною, ніж їхня блокада Німеччини в Першій світовій війні через наявність у нинішньої Німеччини союзників - Італії та СРСР.
17 вересня Червона армія вторглася у Східну Польщу і зайняла польську територію як це було прописано пактом Молотова-Ріббентропа, з подальшою координацією з німецькими військами у Польщі. Три Балтійські країни, описані в пакті Молотова-Ріббентропа, Естонія, Латвія та Литва, не мали жодного вибору, окрім як підписати так званий пакт оборони і взаємної допомоги, який дозволив СРСР розмістити війська на їхній території.

## Переговори щодо розширення економічного пакту

### Німецька сировинна криза і потреби СРСР після Польщі

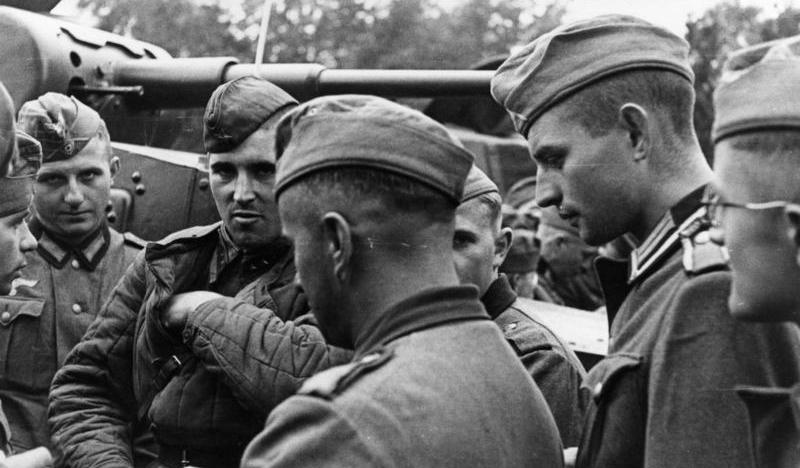
Радянські і німецькі солдати зустрілися в Любліні, Польща (вересень 1939 року)

Наполягання Гітлера на вторгненні Німеччини в Польщу в 1939 році поклало величезне навантаження на німецьку військову машину, яка поступово відновлювалась після обмежень Версальського договору готуючись до "тотальної війни" ("totaler Krieg") у 1942 або 1943 році. Німецькому флотові також надзвичайно не вистачало морського і військового майна і він не міг досягнути повної мобілізації до 1942 року. Тоді як Радянський Союз забезпечував величезний військовий виграш для Німеччини, якій після цього довелося залишити лише чотири регулярні і дев'ять територіальних дивізій на східному кордоні, навіть швидка перемога Німеччини в Польщі 1939 року напружила їхні військові ресурси, залишивши її з лише шеститижневим запасом боєприпасів і відсутністю значних людських резервів. Після британської блокади єдиною державою, здатною поставляти Німеччині нафту, каучук, марганець, зерно, жири і платину, був СРСР.
Крім того, 1940 року Німеччина імпортувала польських товарів на суму 140,8 млн рейхсмарок, а половина тієї території вже входила до складу СРСР. Радянський Союз окупував області з нафтовими полями, на яких Польща видобувала до сімдесяти відсотків своєї нафти. Німеччині потрібен був більший економічний союз із СРСР заради сировини, ніж економічне партнерство за угодою від 19 серпня 1939. Водночас потреби Радянського Союзу в промислових товарах, таких як німецькі машини, зросли, а його можливості імпортувати ці товари з-за кордону зменшились, оскільки багато країн припинили торговельні відносини з Радянським Союзом після його вступу в пакт Молотова-Ріббентропа. СРСР міг запропонувати дуже мало технологій, тоді як Німеччина мала технологія, які потрібні були СРСР, щоб побудувати морський флот. Таким чином, упродовж наступних шести тижнів, особливо після радянських і німецьких вторгнень в Польщі, Німеччина наполягала на додатковій угоді.
Водночас, Сполучені Штати, які поставляли понад 60% радянських машин і устаткування, припинили постачати озброєння після підписання Пакту Молотова-Ріббентропа. Вони ввели повне ембарго після того, як СРСР 1939 року вторгся у Фінляндію. Радянських контролерів якості вислали зі США, де вони працювали в авіаційній галузі, а вже оплачені замовлення були припинені. Аналогічно до цього припинилася торгівля з Францією і Англією, тож Німеччина стала єдиним постачальником багатьох промислових товарів.

### Переговори
Після розділу Польщі, 28 вересня сторони підписали Договір про дружбу та кордони між СРСР та Німеччиною, за яким Литва відійшла до Радянського Союзу, в преамбулі якого зазначено намір країн "розвивати економічні стосунки і товарообіг між Німеччиною і СРСР усіма можливими способами." І продовження: "для цієї мети обидві сторони повинні затвердити економічну програму, згідно з якою Радянський Союз постачатиме сировину в Німеччину, а та буде врівноважувати її з допомогою довгострокових промислових вантажів." Результатом цього буде те, що взаємна
торгівля "знову вийде на високий рівень, досягнутий в минулому". Після цього Радянський союз почав відправляти вироблені на окупованій території Польщі нафту, продовольство і худобу до Німеччини у відповідності з пунктом економічного співробітництва договору від 28 вересня. Один тиждень по тому Ріббентроп дав зелене світло для нового раунду переговорів.
На початку жовтня німецькі чиновники запропонували угоду про збільшення радянського експорту сировини (нафти, залізної руди, каучуку, олова тощо) у Німеччину на понад 400%, а Радянський Союз запросив величезну кількість німецького озброєння і технологій, зокрема постачання німецьких військово-морських крейсерів Lützow, Seydlitz і Prinz Eugen. Водночас Німеччина прийняла пропозицію СРСР надати Німеччині військово-морську базу, Базис Норд у тоді ще нерозвиненій затоці Західна Ліца (120 кілометрів від Мурманська), з якої вони могли б здійснювати рейдерські операції.
Сталін особисто втрутився, щоб вплинути на погіршені переговори. Подальші обговорення проходили в Москві на початку лютого, про особливості військової техніки, яку Німеччина мала надати. Німеччина погодилися з тим, що плани на Лінкор Bismarck можуть бути включені у військову техніку, яка надійде в Радянський Союз.

## Договір про торгівлю 1940 року

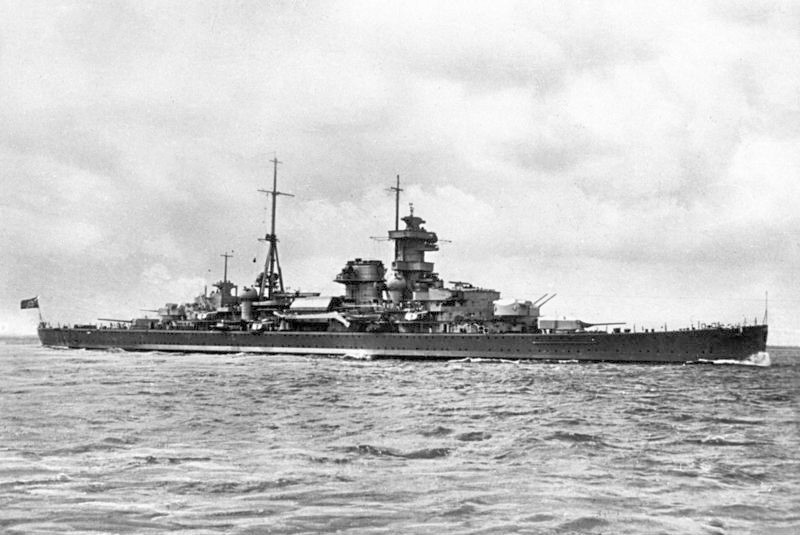
Важкий крейсер типу Адмірал Гіппер

11 лютого 1940 року Німеччина та СРСР уклали німецько-радянську торгову угоду, за якою Радянський Союз мав надіслати в Німеччину сировини на суму 650 мільйонів рейхсмарок, в обмін на промислові товари і технології на таку саму суму. Торговельний пакт допоміг Німеччині подолати британську блокаду. Основними сировинами, зазначеними в договорі, були 1 млн т зерна, 900 тис. т нафти і понад 500 тис. т різних металевих руд (переважно залізних) в обмін на synthetic material plants, кораблі, вежі, верстати та вугілля. Договір також містив "секретний протокол", який передбачав, що СРСР закуповуватиме у інших країн "метали та інші товари" для Німеччини.
Радянський Союз мав отримати недороблений важкий крейсер типу Адмірал Гіппер під назвою Lützow, плани на лінкор Bismarck, відомості про німецькі військово-морські випробування, "повне машинне обладнання для великого есмінця", важкі корабельні гармати, три вежі калібру 38,1 см для захисту портів, попередні ескізи на потрійну вежу 40,6 см, робочі креслення на вежу 28 см, інше військово-морське спорядження та зразки тридцяти німецьких новітніх літаків, зокрема винищувачів Me-109, Me-110 і бомбардувальника Ju-88. Сталін надавав великого значення кораблю Lützow, через його нову гармату 20,3 см, а також його ТТХ. Радянський Союз також мав отримати нафтове і електричне устаткування, локомотиви, турбіни, генератори, дизельні двигуни, кораблі, верстати та зразки німецької артилерії, танки, вибухові речовини, хіміко-військове спорядження та інші предмети.

## Розширені економічні відносини

### Радянські поставки сировини та інша допомога
Під егідою економічної угоди радянсько-німецькі експорт та імпорт зросли в десятки разів. Хоча й трапились деякі затримки у переговорах, але Радянський Союз виконав усі свої вимоги за договором. Він став основним постачальником життєво необхідних для Німеччини матеріалів, включаючи нафту, марганець, мідь, нікель, хром, платину, деревину і зерно. Упродовж першого періоду дії угоди (від 11 лютого 1940 до 11 лютого 1941 року), Німеччина отримала:
- 139 500 т бавовни
- 500 000 т залізної руди
- 300 000 т металобрухту і чавуну

Радянські товари завантажувались у Брест-Литовську через окуповані польські території, а потім переміщувались на європейську колію в Німеччину, щоб обійти британську морську блокаду. Радянський Союз також надав Німеччині право транзиту для німецьких транспортних засобів у та з Румунії, Ірану, Афганістану та інших країн Сходу, при одночасному зниженні на 50 відсотків ставки фрахту в Маньчжоу-го, яка перебувала під контролем японців. Радянський експорт в Німеччину, використовуючи німецькі показники, які не враховують товари ще в дорозі на початок операції Барбаросса (кінець червня 1941 року), вказаний у таблиці знизу:
| Нафтопродукти         | 5,1   | 617,0 | 254,2 | 941,7  |
| Зерно                 | 0,2   | 820,8 | 547,1 | 1611,1 |
| Марганцеві руди       | 6,2   | 64,8  | 75,2  | 165,2  |
| Фосфати               | 32,3  | 131,5 | 56,3  | 202,2  |
| Технічні масла і жири | 4,4   | 11,0  | 8,9   | NA     |
| Хром                  | 0,0   | 26,3  | 0,0   | 23,4   |
| Мідь                  | 0,0   | 7,1   | 7,2   | NA     |
| Нікель                | 0,0   | 1,5   | 0,7   | NA     |
| Бобові культури       | 10,9  | 47,2  | 34,8  | NA     |
| Станум                | 0,0   | 0,8   | 0,0   | NA     |
| Платина               | 0,0   | 1,5   | 1,3   | NA     |
| Хімікати: готові      | 0,9   | 2,9   | 0,2   | NA     |
| Хімікати: неготові    | 0,9   | 2,6   | 1,0   | NA     |
| Текстиль              | 9,0   | 99,1  | 41,1  | 171,4  |
| Вироби з деревини     | 171,9 | 846,7 | 393,7 | 1227,6 |
| Макуха                | 0,0   | 29,0  | 8,6   | 41,8   |
| *Тисяч тон            |       |       |       |        |

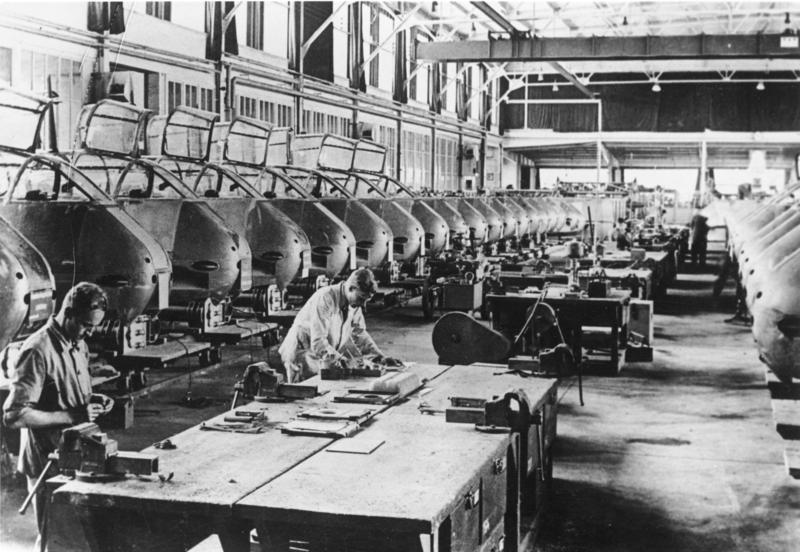
Німецький завод з виробництва Me-210, 30 серпня 1944 року

Радянські цифри включають тільки імпорт після вересня 1939 року і відрізняються, зокрема, тим, що вони враховують товари, які перебували в дорозі на початок операції "Барбаросса" і ще не були підраховані в німецьких звітах.

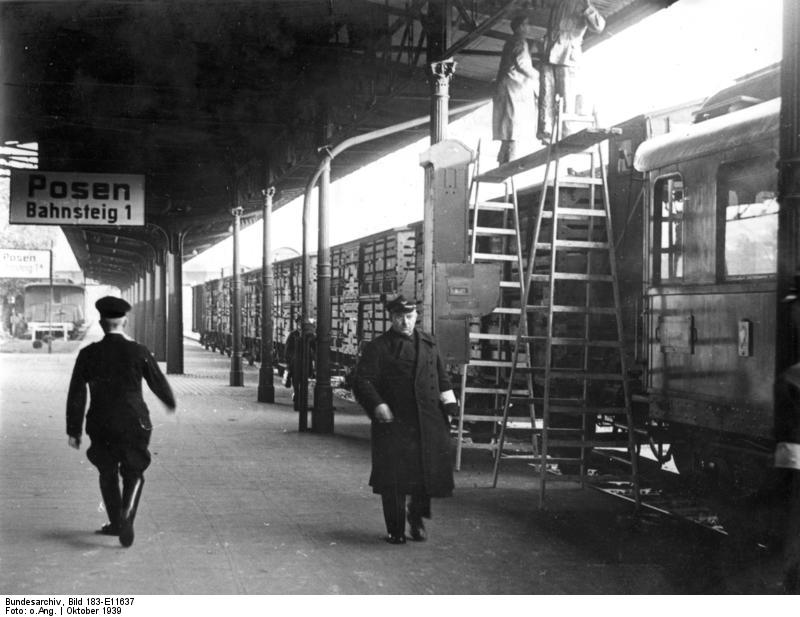
Вантажний потяг в окупованій німцями Польщі, жовтень 1939

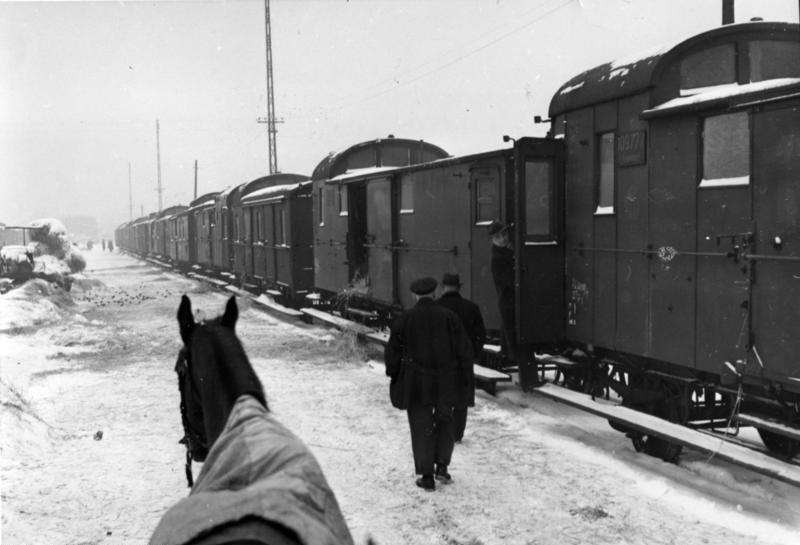
Поїзд з картоплею прибуває в Берлін у січні 1940 року

Крім того, СРСР купували і відправляли інші матеріали в Німеччину, наприклад гуму з Індії. Радянський Союз відправив продукції на близько 800 мільйонів рейхсмарок. Матеріали, які Німеччина імпортувала з інших країн через радянську Транссибірську магістраль і з Афганістану та Ірану через посередництво Радянського Союзу, вказані в таблиці знизу:
| Гума                   | Na  | 4,5  | 14,3  |
| Мідь                   | Na  | 2,0  | 2,8   |
| Соя                    | Na  | 58,5 | 109,4 |
| Китовий і риб'ячий жир | Na  | 56,7 | 46,2  |
| Горіхи                 | Na  | 9,3  | 12,1  |
| Консерви               | Na  | 5,0  | 3,8   |
| Текстиль               | 0,0 | 19,0 | 17,0  |
| Бобові                 | 0   | 7,0  | 2,0   |
| Сухофрукти             | 8,0 | 42,0 | 8,0   |
| *тисячі тон            |     |      |       |
Пакт торгівлі допоміг Німеччині подолати британську блокаду. До червня 1940 року Радянський імпорт станови понад 50% від загального імпорту Німеччини, а часто й перевищував 70% від загальної суми німецького імпорту.

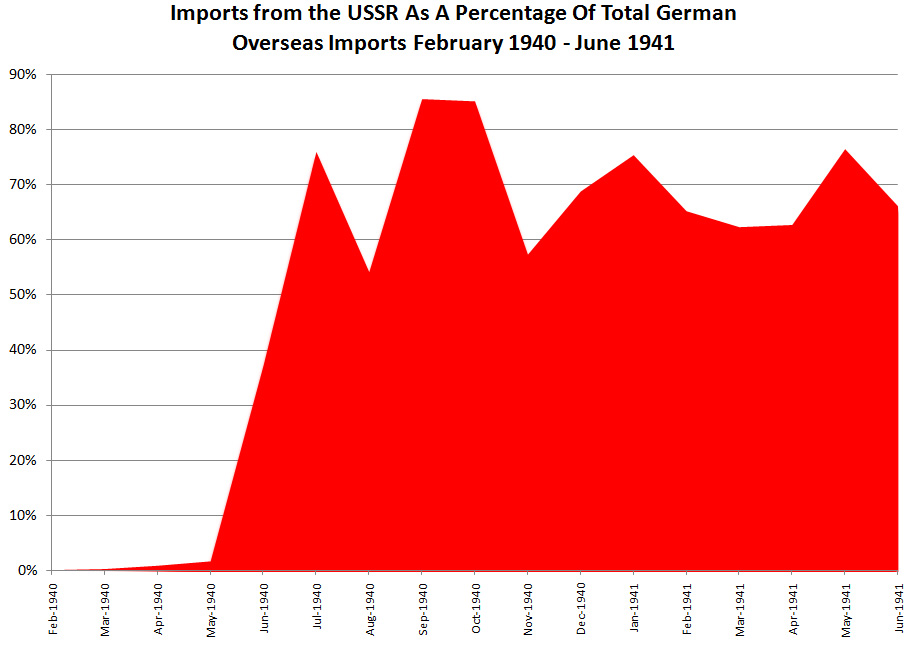
Імпорт з СРСР у відсотках від загального обсягу німецького імпорту за кордоном: у лютому 1940 - червні 1941 року

Радянський Союз ще більше допоміг Німеччині обійти британську блокаду, надавши базу U-boat у Basis Nord. Крім того, Радянський Союз надав Німеччині доступ у Північний морський шлях для вантажних суден і крейсерів (хоча лише крейсер Комет використовував той маршрут до німецького вторгнення в СРСР) 
Ще ніколи не було такої інтенсивної торгівлі між Німеччиною і Радянським Союзом, як упродовж вісімнадцяти місяців від початку 1940 до червня 1941 року. Радянський імпорт хрому, марганцю і платини, які були винятково імпортними для Німеччини, становив 70% потреби Німеччини в загальному обсязі імпорту цих матеріалів. СРСР забезпечував 100% німецького імпорту жита, ячменю і вівса, і це було 20% від загальної суми німецького урожаю. Три чверті Радянського експорту нафти і зерна, дві третини радянського експорту бавовни і понад 90% радянського експорту деревини йшло в Рейх. Німеччина постачала в СРСР 31% від його імпорту, що було нарівні з імпортом США в СРСР. Німеччина постачала 46% радянського імпорту верстатів і була їх найбільшим постачальником.
Особливо важливими були зерно, марганець і хром — життєво необхідні складові німецької військової економіки, яка тоді зіткнулася з британською морською блокадою. З точки зору імпорту та експорту, загальний баланс становив 500 мільйонів рейхсмарок в обох напрямках, але стратегічні вигоди для Гітлера були набагато більшими, ніж для Сталіна.

### Німецькі літні занепокоєння і зволікання

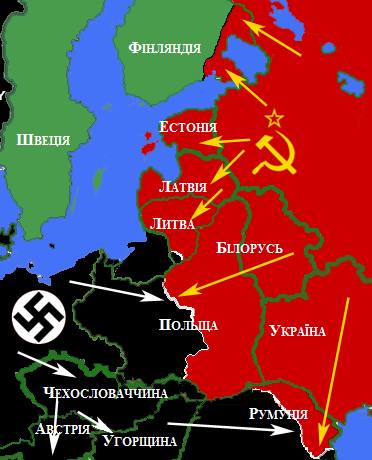

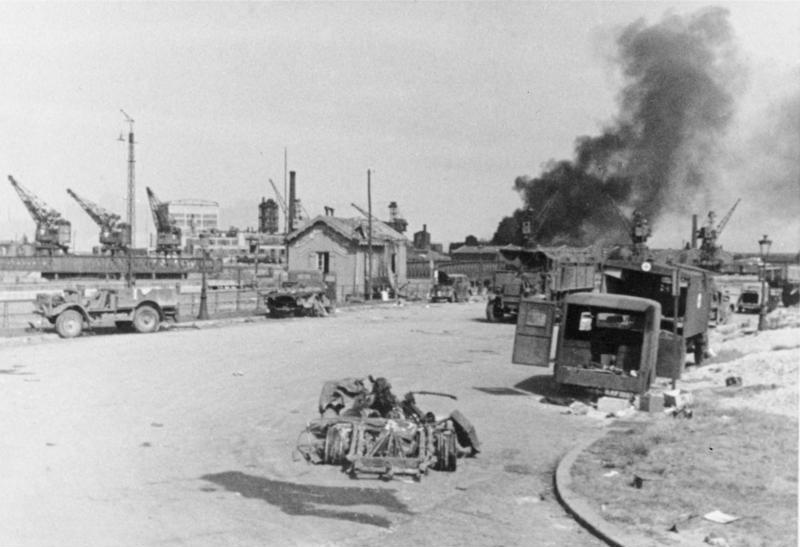
Горіння французьких запасів нафти в порту Кале після британського бомбардування в травні 1940 року

Влітку 1940 року Німеччина стала ще більш залежною від радянського імпорту. Якщо німецькі окуповані території у Франції, Нідерландах і Бельгії означали захоплення запасів палива і заліза, то додаткові території створювали додаткову потребу, при одночасному зменшенні можливостей для непрямого постачання.
Радянська нафта продовжувала надходити в Німеччину, переважно по залізниці з Варни (Болгарія) прямо в Вільгельмсгафен. Німецькі чиновники зазначили, що понад 1500 тонн нафти надходило щомісяця протягом п'яти місяців, використовуючи близько 900 німецьких цистерн, призначених винятково для цих перевезень. Гітлер охарактеризував німецьку потребу в нафті як "найбільш актуальну." Він, однак, зазначив, що "ситуація не буде загрозливою допоки Румунія та Росія продовжуватимуть свої поставки і нафтопереробні заводи будуть достатньою мірою захищені від ударів з повітря." Після радянської окупації румунських територій Бессарабії та Буковини, Німеччина захотіла 100 000 тонн зерна, на які вона раніше уклала контракт з Бессарабією, гарантії безпеки німецького майна в Румунії і гарантії того, що залізнична колія для перевезення румунської нафти залишиться одна. Однак Німеччина захопила норвезькі молібденові копальні, погодилася в травні на пакт з Румунією щодо нафти в обмін на зброю і здобула Залізничний шлях в Іспанію захопивши Францію.
Введення радянських військ у Литву, Естонію та Латвію в червні 1940 року призвело до радянської окупації держав, від яких Німеччина отримала 1938 року імпорту на суму на 96,7 млн рейхсмарок на blackmailed вигідних економічних умовах, але від яких вони повинні були тепер платити СРСР rates for goods. У порівнянні з цифрами 1938 року, Більша Німеччина та її сфери впливу позбулися, серед іншого, 500 тис. т марганцевої, 3,3 млн т фосфорної сировини, 200 тис. т гуми і 9,5 млн т нафти. Гітлер дедалі більше бачив можливе вторгнення в Радянський Союз як єдиний шлях, яким Німеччина могла б вирішити цю кризу ресурсів. Хоча жодних конкретних планів ще не було зроблено, у червні 1940 року Гітлер сказав одному зі своїх генералів, що перемоги в Європі "нарешті звільнили руки для його важливого завдання: знищення більшовизму", хоча німецькі генерали казали Гітлеру, що окупація Західної Росії створить "більше проблем, ніж полегшення для економічної ситуації в Німеччині". Серед тих, хто послідовно виступав проти війни з радянським союзом, був командувач Крігсмаріне Еріх Редер. Проте, Гітлер доручив військовому командуванню продовжувати підготовку до можливої війни на Сході, в операції, що мала тоді кодову назву "Фріц".
Німеччина, яка мала 27 місяців на поставку своєї продукції, затягувала як могла. Спочатку вона поставила кілька плавучих кранів, п'ять літаків, електродний цех, кілька гарматних веж (з п'ятьма апаратами управління вогнем та запасними частинами), два перископи для підводних човнів і додаткові інструменти для будування кораблів. Кількома місяцями по тому вона представила зразок своєї найновішої технології. Нестача робочої сили, викликана пришвидшеним переозброєнням Німеччини, також сповільнила можливість експорту. До кінця червня Німеччина відправила товарів на суму лише 82 млн рейхсмарок (в тому числі 25 млн. Lutzow), тоді як загальна вартість замовлень Радянського Союзу становила 600 млн рейхсмарок.

### Призупинення постачання
До серпня 1940 року Німеччина на 73 мільйони рейхсмарок відставала від поставок, які доти повинна була зробити за торговельною угодою 1940. СРСР відправив сировини на 300 млн рейхсмарок, тоді як німці поставили у вигляді готової продукції менш як половину від цієї суми.
Того ж місяця Радянський Союз ненадовго припинив свої постачання після того, як їхні відносини напружились через розбіжностей щодо політики на Балканах, війни СРСР з Фінляндією (з якої Німеччина імпортувала товарів на суму 88,9 млн рейхсмарок у 1938 році), німецькі торгові поставки були недостатніми а Сталін непокоївся, що війна Гітлера з Заходом може закінчитися швидко після того, як Франція підписала перемир'я. У той час СРСР також скасував всі довгострокові проекти за торговельною угодою 1940 року.
Ця затримка створила значну проблему з ресурсами в Німеччині. Ріббентроп написав листа, в якому пообіцяв Сталіну, що "на думку фюрера... історичною місією чотирьох держав: СРСР, Італії, Японії та Німеччини, є прийняти великомасштабну політику і направити майбутній розвиток своїх народів у правильне русло шляхом об'єднання їхніх інтересів у світовому масштабі." Наприкінці серпня відносини покращилися знову, коли країни перемалювали угорський та румунський кордони, домовилися щодо Болгарії й Сталін знову був переконаний, що Німеччина зіткнеться з тривалою війною на заході в повітряному бою з поліпшеною Британією і після виконання угоди між Сполученими Штатами і Великою Британією стосовно есмінців і баз. Радянські поставки сировини до показників, які значно перевищували попередні.
Німеччина затримувала доставку крейсера Lützow і плани Bismarck якомога довше, сподіваючись уникнути постачання загалом, якщо війна розвиватиметься сприятливо, і пізніше їх доставили в дуже незавершеному стані.

## Можливе членство Радянського Союзу в Осі та подальші економічні переговори

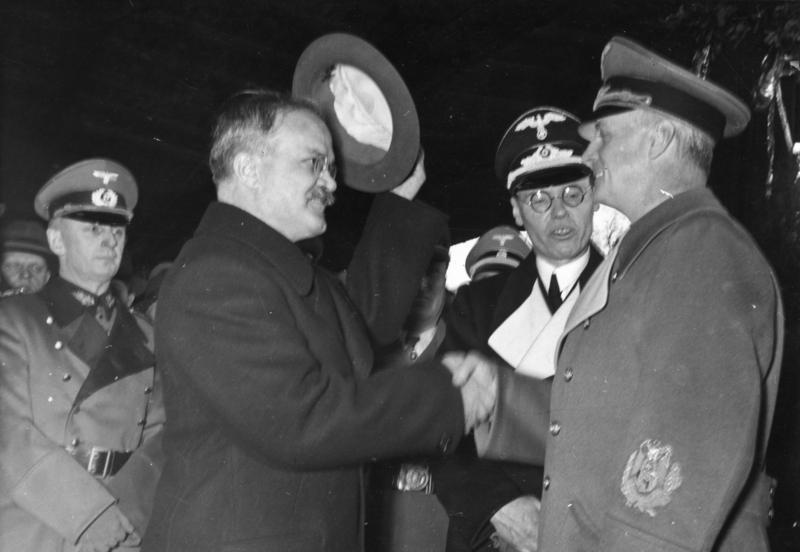
Йоахім фон Ріббентроп вітає В'ячеслава Молотова в Берліні, листопад 1940 року

Гітлер розглядав війну з СРСР від липня 1940 року. проте, після того, як у жовтні 1940 року Німеччина вступила у Вісь, підписавши Троїстий пакт з Японією та Італією, Радянський Союз досліджував можливість самому приєднатись до Осі. Сталін послав Молотова до Берліна на переговори, де той вів переговори особисто з Ріббентропом і Гітлером, який говорив про поділ світу після знищення Британії, яка була б схожою на "гігантське світове підприємство в стані банкрутства". Після довгих обговорень і пропозицій Німеччина представила радянській стороні проект письмової угоди про Вісь, який визначав сфери впливу у світі майбутніх чотирьох держав Осі (Японії, Німеччини, СРСР, Італії). Одинадцять днів по тому радянська делегація представила зустрічну пропозицію Сталіна, у якій той погодився на договір чотирьох держав, але з включенням у сферу радянського впливу права на Болгарію і район навколо теперішніх Іраку та Ірану. Також Радянський Союз обіцяв до 11 травня 1941 року поставки 2,5 млн тонн зерна — на 1 млн тонн більше від поточних зобов'язань. Сталін також обіцяв повну компенсацію за майнові претензії Фольксдойче. Німеччина не відповіла на цю зустрічну пропозицію. Невдовзі після цього Гітлер видав секретну директиву стосовно вторгнення на територію СРСР.
Гітлер хотів укласти додаткову економічну угоду, щоб отримати те, що він міг від СРСР до вторгнення, тоді як інші німецькі високопосадовці хотіли таку угоду в надії, що це може змінити тодішній антирадянський напрям німецької політики. Знаючи, що вони готуються до вторгнення в Радянський Союз, німецькі переговорники робили все, щоб затримати постачання німецьких товарів за часові рамки літа 1941 року. Підозрюючи щось недобре в німецьких затримках, у грудні радянська сторона зажадала, щоб всі питання між країнами були вирішені до підписання угоди. Напруженість виникла після того, як Німеччина проігнорувала лист Сталіна щодо членства в Осі, а переговорники мало не побилися в один прекрасний момент. Водночас, німецькі військові планувальники були обізнані про потенційну ненадійність радянської нафти, погоджуючись з військовими оцінками союзників, які вони захопили у Франції, що "кілька запальних бомб вистачило б, щоб закрити Баку на багато років."
Водночас Велика Британія передбачала подальші проблеми Німеччини з нафтою.
Британський комітет начальників штабів підготував доповідь у вересні 1940 року, в якій спрогнозував можливе виснаження німецьких нафтових запасів до червня 1941 року. Вони вважали, що Німеччина може поліпшити свої позиції лише перемігши Велику Британію або ж вигнавши Королівський Військово-Морський Флот зі Східного Середземномор'я, щоб могти морем імпортувати радянську і румунську нафту. Американський шпигун побачив грудневий німецький звіт про необхідність вторгнення в Радянський Союз через спрогнозований на середину 1941 року брак важких металів та інших матеріалів.

## Угода про кордони і торгівлю 1941 року
10 січня 1941 року Німеччина і Радянський Союз підписали домовленості в Москві, які врегулювали всі відкриті суперечки як того вимагав Радянський Союз. Домовленості продовжили дію Німецько-радянської торговельної угоди 1940 до 1 серпня 1942 року і збільшили поставки вище рівня першого року угоди до 620 - 640 млн рейхсмарок. Вони також врегулювали низку прикордонних, торговельних, майнових та імміграційних суперечок. В них розглянуто міграцію до Німеччини протягом двох з половиною місяців етнічних німців і громадян Німеччини на контрольованих радами прибалтійських територіях, і міграцію в СРСР балтів і "білих росіян" "nationals" на німецьких територіях. У секретних протоколах нового договору сказано, що Німеччина відмовиться від своїх домагань на смугу території у Литві, яку вона отримувала за "Секретними додатковими протоколами" Договору про дружбу та кордони між СРСР та Німеччиною, в обмін на 7,5 млн доларів (31,5 млн. рейхсмарок). Через коливання валютних курсів сторони використовували американський долар для підрахунку компенсації.
Через сильнішу німецьку переговорну позицію Карл Шнурре прийшов до висновку, що з економічної точки зору договір був "найбільшим, який Німеччина коли-небудь укладала, і виходить далеко за межі лютневої угоди попереднього року". Договір містив радянські зобов'язання на поставку до 2,5 млн т зернових вантажів і 1 млн т нафти, а також великої кількості кольорових і дорогоцінних металів. Німецький посол з особливих доручень Карл Ріттер в стані, близькому до ейфорії через досягнення Німеччини, написав директиву для всіх німецьких посольств, що "тоді як Англія і США досі безуспішні у своїх спробах прийти до угоди з СРСР, СРСР уклав з Німеччиною найбільший контракт коли-небудь підписаний між двома державами".
17 січня 1941 року Молотов спитав німецьких посадовців, чи сторонам вдалося виробити угоду для вступу СРСР в пакт Осі. Молотов висловив здивування щодо відсутності будь-якої відповіді на прохання Радянського Союзу від 25 листопада щодо вступу в пакт. Вони ніколи не отримали відповіді. Німеччина вже планувала вторгнення в СРСР. 18 грудня 1940 року Гітлер підписав воєнну Директиву № 21 німецькому командуванню про операцію під кодовою назвою Операція «Барбаросса», в якій говорилося: "німецький Вермахт повинен бути готовим розбити Радянську Росію в швидкій кампанії". Гітлер наказав Редеру, що Німеччина повинна буде захопити Полярний і Мурманськ, щоб відрізати доступ до допомоги, яка прибуватиме в СРСР.

## Останні радянські спроби поліпшити відносини
Хоча Сталін і готувався до ймовірної війни, він все ще вірив, що може уникнути зіткнення принаймні в найближчі строки. Прагнучи продемонструвати мирні наміри по відношенню до Німеччини, 13 квітня 1941 року Радянський Союз підписав пакт про нейтралітет з Японією, яка входила до Осі. Під час церемонії підписання Сталін обійняв німецького посла і вигукнув "Ми повинні залишитися друзями і ви повинні зробити все для цього!" Хоча Сталін мало вірив у прихильність Японії до принципів нейтралітету, він відчував, що пакт був важливим через його політичну символіку, щоб посилити прихильність суспільства до Німеччини. Сталін відчував, що в німецьких колах посилюється розкол у питанні, чи повинна Німеччина почати війну з СРСР.
Сталін не знав, що Гітлер починаючи з літа 1940 року таємно обговорює вторгнення в СРСР, і що Гітлер наказав військовим наприкінці 1940 року готуватись до війни на Сході, незалежно від результатів переговорів щодо вступу СРСР у Вісь. Гітлер проігнорував німецьких економічних скептиків, і сказав Германові Герінгу, що "всі навколо завжди переоцінювали економічні побоювання щодо загрози війни з Росією. Відтепер він не збирався слухати жодних таких розмов, і тепер збирався заткнути вуха, щоби мати душевний спокій." Це передали генералові Георгу Томасу, який готував доповідь про негативні економічні наслідки вторгнення в Радянський Союз — that it would be a net economic drain unless it was captured intact. Взявши до уваги останні слова Гітлера щодо негативних оцінок, Томас переглянув свою доповідь. Міністр фінансів рейху Шверін-Крозиг також був проти вторгнення, стверджуючи, що Німеччина втратить зерно через радянську тактику випаленої землі, відсутність ефективної транспортної системи в Радянському Союзі і втрату робочої сили внаслідок нападу Німеччини на Сході. Шнурре погодився з оцінками економічних втрат.
Німецькі генерали та інші зволікали з виконанням кількох замовлень, тож їх ніколи не доставили, таких як постачання німецьких бойових літаків. Німецькі посадовці також відкладали наступний раунд переговорів щодо торгового балансу.
Радянська готовність до поставок збільшилася у квітні, а Гітлер переконував німецьких посадовців, які намагались відрадити його від нападу, що поступки будуть ще більшими, якщо 150 німецьких дивізій будуть на радянських кордонах. Сталін привітав Шнурре на Московському вокзалі фразою "ми залишимося друзями з Вами в будь-якому випадку." СРСР також погодився на німецькі вимоги щодо Фінляндії, Румунії та прикордонних населених пунктів. 28 квітня, на зустрічі з Гітлером, посол Німеччини в Москві Фрідріх Вернер фон дер Шуленбург заявив, що Сталін був готовий навіть піти на подальші поступки, зокрема збільшити експорт зерна в наступному році до 5 млн т, а виконувач обов'язків військового аташе Кребс додав, що СРСР "зробить все, щоб уникнути війни і yielded on every issue short of making territorial concessions."
Сталін спробував продовжувати економічне умиротворення Німеччини, доставивши в травні і червні товари, на які німецькі фірми навіть не робили замовлення. Німецькі чиновники прийшли до висновку про те, що "ми могли б вимагати від Москви навіть більшого, ніж передбачає договір від 10 січня 1941 року." Того ж місяця німецькі військово-морські чиновники заявили, що "російський уряд прагне зробити все, щоб уникнути конфлікту з Німеччиною". До 18 червня, за чотири дні до німецького вторгнення, радянська сторона навіть пообіцяла японцям, що вони могли б перевозити набагато більше вантажів уздовж Транссибірської магістралі.
Радянські поставки гуми значно збільшилися в останні місяці, завалюючи німецькі склади та напружуючи радянську транспортну систему. 76% від загальної кількості, 18 800 т, життєво необхідної гуми відправлено в Німеччину в травні-червні 1941 року. 2 100 т перетнули кордон всього за кілька годин до німецького вторгнення.